# イアン・クルーク
イアン・スチュワート・クルーク（Ian Stuart Crook、1963年1月18日 - ）は、イングランド出身の元サッカー選手（MF）、サッカー指導者。

## 選手経歴
トッテナム・ホットスパーFCでプロとしてのキャリアを始める。同クラブではグレン・ホドル、オズワルド・アルディレス、スティーブ・ペリマンらとプレーしている。
1987年、移籍金80,000ポンドでノリッジ・シティFCに移籍する。レギュラーを獲得しキャプテンも務め、フットボールリーグに300試合以上出場経験を持っている。この時代にイングランド代表の選出歴はあるものの試合出場は無い。1995-96シーズン終了後、クラブ財政難のため放出されることになり、クルークはイプスウィッチ・タウンFCと仮契約した。そこへ1996年6月ノリッジ監督にマイク・ウォーカーが就任、クルークを必要な戦力として評価したことからノリッジと契約することになった。この契約は裁判にまで発展し、ノリッジは罰金を払っている。
1997年、エディ・トムソンにスカウトされてサンフレッチェ広島へ移籍する。当初コーチとして契約していたが日本についた後に選手契約へ切り替えている。スルーパスやフリーキックが得意で運動量豊富な守備的なMF であり、またDFラインに怪我人が出ればリベロにも入った。
1998年5月、広島を退団し現役引退したが、広島時代の同僚であったグラハム・アーノルドに誘われ、オーストラリアのノーザン・スピリットFCで現役復帰、1999年に引退した。

## 指導者経歴
その後はノーザン・スピリットFCで指導者としてのキャリアをはじめる。
2001年、オーストラリアNSLのニューカッスル・ユナイテッドFC監督に就任し、下位にいたチームは躍進しリーグ戦2位となり、同シーズンにオーストラリア最優秀コーチを受賞している。2004年4月、チームは下位に低迷してため途中解任された。
2004年5月、サッカーアメリカ領サモア代表に短期間ながら就任している。
2005年、ピエール・リトバルスキー率いるAリーグのシドニーFCアシスタントコーチに就任した。2007年、リトバルスキーのアビスパ福岡監督就任に伴い福岡のヘッドコーチに就任、2008年7月リトバルスキー監督解任に伴い退団した。
2008年10月、オーストラリアに戻りニューカッスル・ジェッツのスタッフ入りし、ジェッツ下部組織の統括責任者および同クラブホームタウンのニューサウスウェールズ州ハンター地域の育成普及責任者（high performance manager）に就任した。
2009年1月、古巣ノリッジ・シティFC監督にブライアン・ギャン就任したことに伴い、トップチームコーチに就任する。同シーズン成績不振によりギャンは退任したものの、クルークは同シーズン末までコーチを務めた。
2010年6月、2年契約でシドニー・オリンピックFCのコーチングダイレクターに就任した。同年末、オーストラリア国立スポーツ研究所(AIS)のニューサウスウェールズ州支部にあたる、ニューサウスウェールズ州スポーツ研究所（New South Wales Institute of Sport、NSWIS）のサッカー部門のヘッドコーチに就任した。
2011年、ヴィテズラフ・ラヴィチュカ監督のもと古巣シドニーFCのアシスタントコーチに復帰した。2012年5月監督に昇格したものの、同年11月成績不振に伴う自身の健康不良と家族のことを鑑みて辞任した。
2014年、過去に広島で共にプレーした経験を持つトニー・ポポヴィッチ率いるウェスタン・シドニー・ワンダラーズFCのアシスタントコーチに就任した。

## 個人成績
| 国内大会個人成績 | 国内大会個人成績     | 国内大会個人成績 | 国内大会個人成績         | 国内大会個人成績             | 国内大会個人成績 | 国内大会個人成績 | 国内大会個人成績 | 国内大会個人成績 | 国内大会個人成績 | 国内大会個人成績 | 国内大会個人成績 |
| 年度             | クラブ               | 背番号           | リーグ                   | リーグ戦                     | リーグ戦         | リーグ杯         | リーグ杯         | オープン杯       | オープン杯       | 期間通算         | 期間通算         |
| 年度             | クラブ               | 背番号           | リーグ                   | 出場                         | 得点             | 出場             | 得点             | 出場             | 得点             | 出場             | 得点             |
| イングランド     | イングランド         | イングランド     | イングランド             | リーグ戦                     | リーグ戦         | FLカップ         | FLカップ         | FAカップ         | FAカップ         | 期間通算         | 期間通算         |
| ---------------- | -------------------- | ---------------- | ------------------------ | ---------------------------- | ---------------- | ---------------- | ---------------- | ---------------- | ---------------- | ---------------- | ---------------- |
| 1980-81          | トッテナム           |                  | ファーストディヴィジョン |                              |                  |                  |                  |                  |                  |                  |                  |
| 1981-82          | トッテナム           |                  | ファーストディヴィジョン |                              |                  |                  |                  |                  |                  |                  |                  |
| 1982-83          | トッテナム           |                  | ファーストディヴィジョン |                              |                  |                  |                  |                  |                  |                  |                  |
| 1983-84          | トッテナム           |                  | ファーストディヴィジョン |                              |                  |                  |                  |                  |                  |                  |                  |
| 1984-85          | トッテナム           |                  | ファーストディヴィジョン |                              |                  |                  |                  |                  |                  |                  |                  |
| 1985-86          | トッテナム           |                  | ファーストディヴィジョン |                              |                  |                  |                  |                  |                  |                  |                  |
| 1986-87          | トッテナム           |                  | ファーストディヴィジョン |                              |                  |                  |                  |                  |                  |                  |                  |
| 1987-88          | ノリッジ・シティ     |                  | ファーストディヴィジョン |                              |                  |                  |                  |                  |                  |                  |                  |
| 1988-89          | ノリッジ・シティ     |                  | ファーストディヴィジョン |                              |                  |                  |                  |                  |                  |                  |                  |
| 1989-90          | ノリッジ・シティ     |                  | ファーストディヴィジョン |                              |                  |                  |                  |                  |                  |                  |                  |
| 1990-91          | ノリッジ・シティ     |                  | ファーストディヴィジョン |                              |                  |                  |                  |                  |                  |                  |                  |
| 1991-92          | ノリッジ・シティ     |                  | ファーストディヴィジョン |                              |                  |                  |                  |                  |                  |                  |                  |
| 1992-93          | ノリッジ・シティ     |                  | プレミアリーグ           |                              |                  |                  |                  |                  |                  |                  |                  |
| 1993-94          | ノリッジ・シティ     |                  | プレミアリーグ           |                              |                  |                  |                  |                  |                  |                  |                  |
| 1994-95          | ノリッジ・シティ     |                  | ディヴィジョン1          |                              |                  |                  |                  |                  |                  |                  |                  |
| 1995-96          | ノリッジ・シティ     |                  | ディヴィジョン1          |                              |                  |                  |                  |                  |                  |                  |                  |
| 1996-97          | ノリッジ・シティ     |                  | ディヴィジョン1          |                              |                  |                  |                  |                  |                  |                  |                  |
| 日本             | 日本                 | 日本             | 日本                     | リーグ戦                     | リーグ戦         | リーグ杯         | リーグ杯         | 天皇杯           | 天皇杯           | 期間通算         | 期間通算         |
| 1997             | 広島                 | 35               | J                        | 15                           | 3                | 0                | 0                | 0                | 0                | 15               | 3                |
| 1998             | 広島                 | 7                | J                        | 9                            | 1                | 0                | 0                | -                | -                | 9                | 1                |
| オーストラリア   | オーストラリア       | オーストラリア   | オーストラリア           | リーグ戦                     | リーグ戦         | リーグ杯         | リーグ杯         | FFA杯            | FFA杯            | 期間通算         | 期間通算         |
| 1998-99          | ノーザン・スピリット |                  | NSL                      |                              |                  |                  |                  |                  |                  |                  |                  |
| 1999-00          | ノーザン・スピリット |                  | NSL                      |                              |                  |                  |                  |                  |                  |                  |                  |
| 通算             | イングランド         | イングランド     | プレミア                 | \|\|\|\|\|\|\|\|\|\|\|\|\|\| |                  |                  |                  |                  |                  |                  |                  |
| 通算             | イングランド         | イングランド     | ディヴィジョン1          | \|\|\|\|\|\|\|\|\|\|\|\|\|\| |                  |                  |                  |                  |                  |                  |                  |
| 通算             | 日本                 | 日本             | J                        | 24                           | 4                | 0                | 0                | 0                | 0                | 24               | 4                |
| 通算             | 豪州                 | 豪州             | NSL                      | \|\|\|\|\|\|\|\|\|\|\|\|\|\| |                  |                  |                  |                  |                  |                  |                  |
| 総通算           | 総通算               | 総通算           | 総通算                   | \|\|\|\|\|\|\|\|\|\|\|\|\|\| |                  |                  |                  |                  |                  |                  |                  |

## タイトル
選手
- UEFAカップウィナーズ優勝 1984年
- ノーウィッチ・シティ殿堂入り 2001年

監督
- オーストラリア最優秀コーチ　2002年